# Hideki Tōjō
Hideki Tojo (東條 英機 Tōjō Hideki?,  Tokio, 30 de diciembre de 1884-Tokio, 23 de diciembre de 1948) fue un militar japonés, que llegó a ser primer ministro de Japón durante la Segunda Guerra Mundial, entre 1941 y 1944. Ocupó otros cargos importantes como ministro de Guerra (1940-1944), de Asuntos Exteriores (1942), ministro de Educación (1942) o jefe del Estado Mayor del Ejército (1944).
Fue el artífice intelectual de la invasión japonesa de Manchuria, que a la larga desembocaría en la guerra contra China y, más adelante, en la guerra mundial. Tōjō tenía una personalidad carismática y de gran preponderancia en el Ejército japonés. Durante la contienda mundial, mientras fue primer ministro, en los territorios ocupados por las fuerzas armadas niponas se ejecutaron numerosos crímenes de guerra, tales como la ejecución de prisioneros o incluso el empleo de armas químicas y biológicas. En el propio Japón metropolitano la policía militar (Kenpeitai) y otras fuerzas de seguridad convirtieron al país en un auténtico Estado policial, a la par que la vida política quedó reducida en torno a la Asociación de Apoyo al Régimen Imperial (Taisei Yokusankai). A consecuencia de la cascada de derrotas militares que se sucedieron a partir de 1942 y 1943, Tōjō se vio obligado a dimitir de todos sus cargos en julio de 1944.
Al finalizar la guerra, y después de un intento fallido por suicidarse, fue arrestado por las nuevas autoridades estadounidenses. Fue juzgado en el Tribunal Penal Militar Internacional para el Lejano Oriente, quien le sentenció a muerte por los crímenes de guerra japoneses, siendo ahorcado el 23 de diciembre de 1948. Posteriormente, algunos historiadores han denunciado que durante los juicios de Tokio, por parte de los estadounidenses, muchas responsabilidades políticas del emperador Hirohito fueron descargadas en el propio Tōjō, haciéndole responsable a él y exonerando prácticamente al emperador.

## Biografía

### Carrera militar
Hideki Tōjō nació en el distrito de Kōjimachi (Tokio) el 30 de diciembre de 1884, siendo el tercer hijo de Hidenori Tōjō, un oficial del Ejército. Estudió en la Academia Militar Imperial. Militarista convencido y defensor de la guerra total, dirigió a las tropas japonesas de Manchuria contra los chinos a partir de 1935.
Mientras se va madurando la idea de formar la denominada «esfera de coprosperidad», surge en el país una sociedad secreta, de composición militarista y carácter nacional-reformista, el Tōseiha (統制派?). Tōjō se encuentra entre sus promotores. Durante la década de 1930 Tōjō fue miembro activo esta facción política del Ejército Imperial, facción totalitaria que defendía un estado autoritario donde el poder estuviese en manos de los militares, ayudados por la burguesía industrial. Este grupo estaba a favor de una expansión militar de tipo defensiva y de forma paulatina y progresiva. A su vez, el ascenso de esta organización impulsará la carrera meteórica de Tōjō. En 1937 ya es general y jefe del Estado Mayor japonés que opera en la provincia china de Cantón. Ese mismo año regresa a Tokio para desempeñar la vicepresidencia del Ministerio de la Guerra. En 1939 es general inspector de la Aviación del Ejército Imperial (hay que hacer notar que los servicios aéreos de la Armada y el Ejército Imperial eran independientes).
El 22 de julio de 1940, Tōjō fue nombrado ministro de la Guerra en el segundo gobierno de Fumimaro Konoe. Fue un fuerte partidario del Pacto Tripartito entre Japón, la Alemania nazi y la Italia fascista, que finalmente se firmó en Berlín el 27 de septiembre de ese año. Después de entablar negociaciones con la Francia de Vichy, en julio de 1941 estos permitieron que las tropas japonesas se establecieran en la Indochina francesa. Los Estados Unidos reaccionaron a esta acción iniciando sanciones económicas e iniciando un embargo a las exportaciones de combustible a Japón.

### Gobierno Tōjō
El 6 de septiembre de 1941 el Gozen Kaigi fijó una fecha límite para resolver la situación diplomática con respecto al embargo petrolífero estadounidense. El 14 de octubre ese límite había pasado sin haberse alcanzado ningún progreso. En esta situación, el primer ministro Fumimaro Konoe convocó al que sería su último gabinete, donde Tōjō comentó:

Durante los últimos seis meses, desde abril, el ministro de Relaciones Exteriores ha realizado denodados esfuerzos para mejorar las relaciones. Aunque le respeto por esto, estamos estancados... El meollo de la cuestión es la imposición de nuestra retirada de Indochina y China... Si nos sometemos a las demandas de los Estados Unidos, ello destruirá todos los logros obtenidos en China. Manchukuo entonces estará en peligro y nuestro control de Corea se verá socavado.

Políticamente aislado y convencido de que el emperador no le apoyaría, Konoe presentó su dimisión.

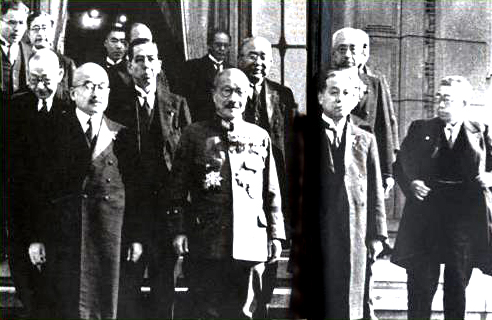
El gabinete Tōjō tras su formación (1941).

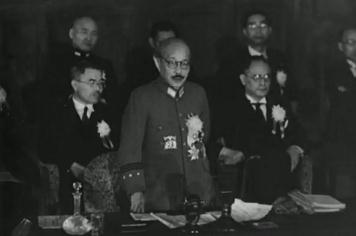
Tōjō durante la Conferencia de Tokio en 1943.

Por estas fechas, el príncipe Naruhiko Higashikuni ya había comentado al emperador Hirohito que él era la única persona que podía controlar el Ejército y a la Marina, y por ello recomendó la sustitución de Konoe. Hirohito rechazó esta opción, argumentando que un miembro de la familia imperial no debería ostentar la responsabilidad de conducir la guerra contra Occidente. Por ello, el emperador nombró a Tōjō nuevo primer ministro por recomendación del marqués Koichi Kido, que a su vez era señor guardián del Sello Privado. El nombramiento obedecía en parte a la popularidad que Tōjō gozaba entre las fuerzas armadas japonesas y a la devoción que este tenía por la institución imperial.
El 2 de noviembre, Tōjō y los jefes de Estado Mayor Hajime Sugiyama (Ejército) y Osami Nagano (Armada) informaron a Hirohito de que las negociaciones con los estadounidenses habían fracasado. El emperador entonces dio su consentimiento a la guerra. Al día siguiente el almirante de la flota, Nagano, explicó en detalle al emperador cómo se desarrollaría el ataque contra la Armada estadounidense en su base de Pearl Harbor.
Dos días más tarde, el 5 de noviembre, Hirohito dio su aprobación al plan de operaciones bélicas contra las potencias occidentales y hasta finales de mes continuó manteniendo encuentros tanto con los altos mandos militares como con Tōjō. El 1 de diciembre otra conferencia dio su aprobación final a la «guerra contra los Estados Unidos, el Reino Unido y los Países Bajos». Así pues, la mañana del 7 de diciembre se produjo el ataque a Pearl Harbor, que cogió por sorpresa a las fuerzas estadounidenses. Después de sufrir importantes bajas y daños materiales, el presidente Roosevelt declaró la guerra al Imperio japonés al mismo tiempo que Alemania e Italia entraban en guerra del lado de Japón (11 de diciembre). Después de Pearl Harbor vinieron más victorias: antes de acabar 1941 se rindió la fortaleza británica de Hong Kong, y durante la primera mitad de 1942 continuaron los éxitos militares con la conquista de Birmania, la rendición británica de Singapur o la ocupación de las Indias Orientales Neerlandesas. En junio de 1942 se completó la ocupación de las Filipinas, donde fueron capturados un gran número de prisioneros estadounidenses. Para entonces los japoneses habían puesto bajo su control un vasto espacio marítimo y terrestre, y ya estaban trazando nuevos planes de invasión.
Tras la instalación del nuevo régimen japonés en los territorios ocupados, tuvieron lugar numerosos crímenes de guerra llevados a cabo por las fuerzas armadas niponas, entre los que destacaron los asesinatos en masa, maltrato y ejecución de prisioneros, experimentación humana o incluso el empleo de armas químicas y biológicas. En otra instancia, también implicó la imposición del sistema de «mujeres de confort» y la introducción forzada de muchas mujeres en la prostitución para ofrecer sus servicios en los cuarteles militares japoneses.
Como ministro de Educación (1941-42), Tōjō continuó la política de adoctrinación militarista y nacionalista en el sistema nacional de educación, y en conjunto intensificó el carácter totalitario de todas sus políticas. Como ministro de Interior (1941-42) promulgó una serie de medidas relacionadas con el ámbito de la eugenesia, incluyendo la esterilización forzosa de los «débiles mentales». La Asociación de Asistencia al Régimen Imperial (大政翼賛会 Taisei Yokusankai?), de la cual era líder, se convirtió en el partido único de todo Japón a partir de 1940. El Taisei Yokusankai, a través de las asociaciones de vecinos (隣組 tonarigumi?), también ayudó a mantener el orden público y proveyó ciertos servicios de control sobre la población como una especie de «policía secreta». También se mantuvo especialmente activo el Kenpeitai, la policía militar del Ejército Imperial. Bajo el mandato de Tōjō, el Kenpeitai convirtió a Japón prácticamente en un Estado policial.
A pesar de este ambiente triunfalista, ya en 1942 se produjeron las primeras derrotas: a comienzos de junio la Armada estadounidense obtuvo una amplia victoria sobre los japoneses durante la batalla de Midway, un encuentro naval que posteriormente se consideró decisivo en el contexto de la guerra del Pacífico. Dos meses después los marines estadounidenses desembarcaron en Guadalcanal, dando comienzo a una larga guerra de desgaste durante los siguientes seis meses. En febrero de 1943 las tropas japonesas se retiraron de la isla, después de sufrir fuertes pérdidas. La guerra tampoco marchaba bien en China: entre noviembre y diciembre de 1943, durante la batalla de Changde, los japoneses sufrieron graves bajas frente al Ejército Nacional Revolucionario y no lograron conquistar esta estratégica ciudad china. En abril de 1944 los japoneses lanzaron la Operación Ichi-Go, que a lo largo de aquel año logró conquistar numerosos territorios en China, aunque su efecto en el desarrollo de la contienda fue insignificante. Tōjō se hizo cargo del Estado Mayor del Ejército en febrero de 1944, con la intención de reforzar su posición y en un intento de dar un vuelco a la grave situación militar, aunque fue en vano: a lo largo del mes de junio los japoneses vieron destruidos el grueso de su aviación naval y varios portaviones durante la batalla del Mar de Filipinas, mientras en la batalla de Saipán sus fuerzas terrestres sufrieron un elevado número de bajas y perdieron el control de aquella isla. Esto suponía que los estadounidenses disponían de una importante base aérea y naval a 2100 kilómetros del archipiélago japonés y con los nuevos bombarderos Boeing B-29 Superfortress estaban en condiciones de bombardear las principales ciudades japonesas.
La pérdida de Saipán fue la gota que colmó el vaso. El 18 de julio Tōjō dimitió junto a todo su gabinete. Aunque el emperador había intentado evitar su renuncia, no pudo hacer frente al enorme descontento y hostilidad que existían desde varios sectores militares y políticos contra el primer ministro. Fue sustituido por el anciano general Kuniaki Koiso. No obstante, los altos mandos del Ejército y la Marina se aseguraron de que el nuevo jefe de Gobierno no pudiera tomar parte en las decisiones militares.

### Detención, juicio y responsabilidades

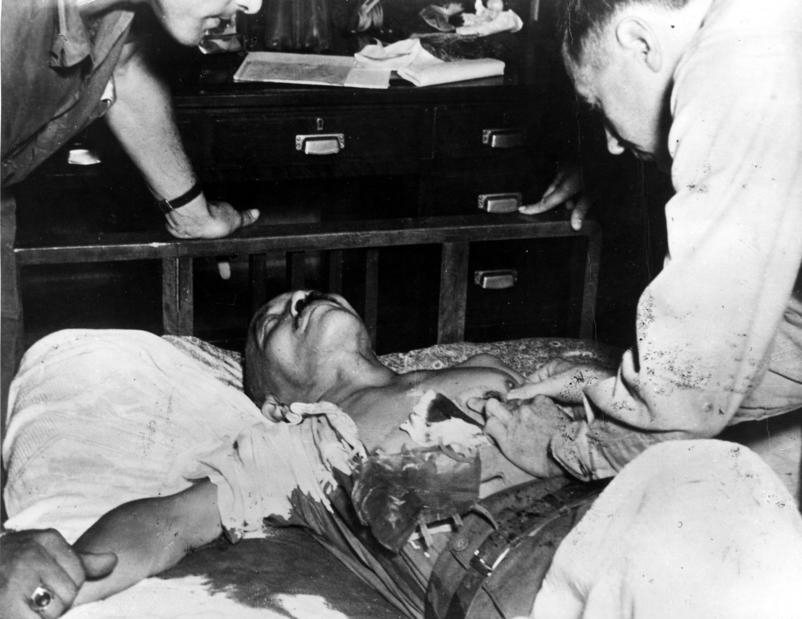
Tōjō tras su intento de suicidio.

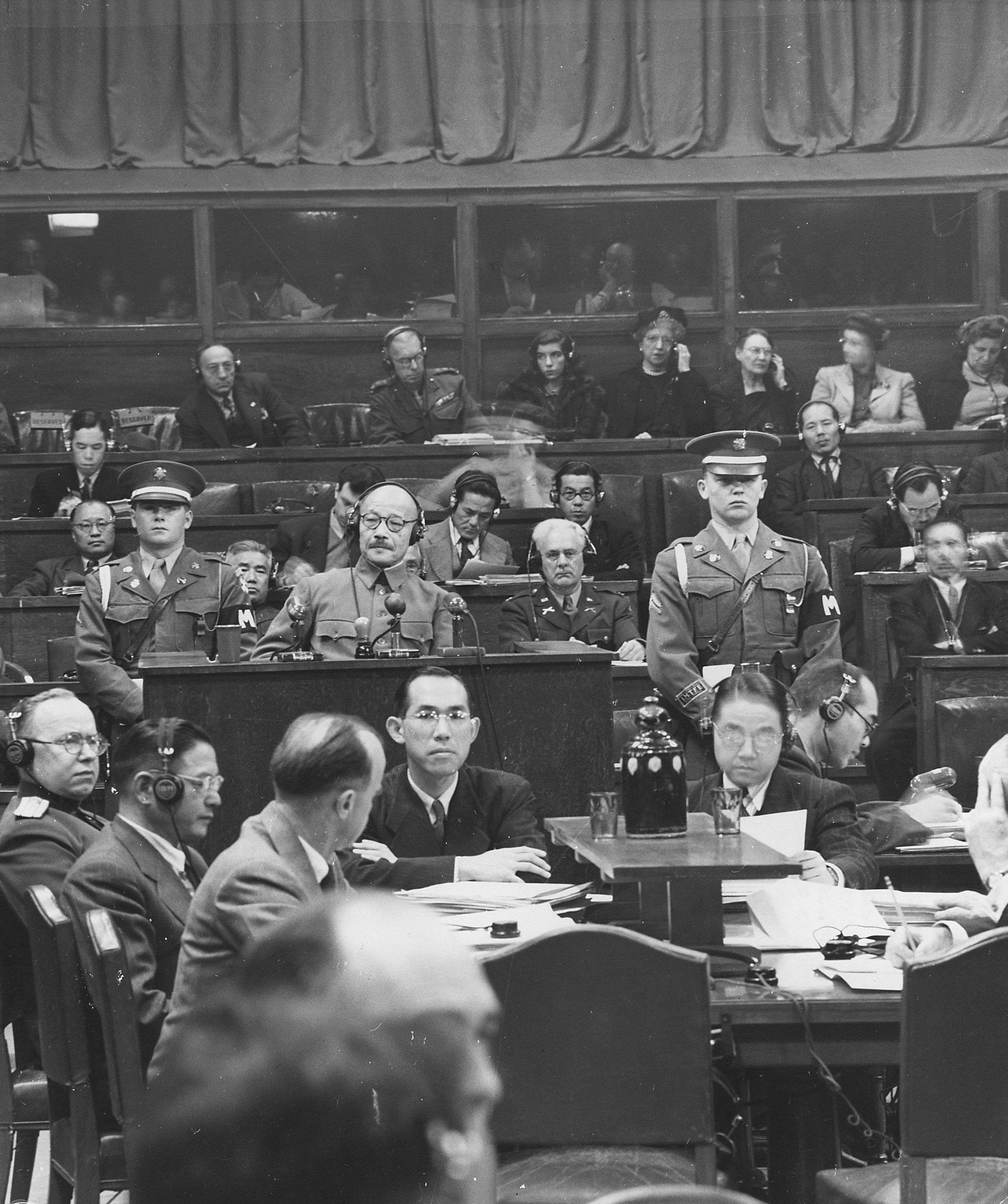
Tōjō, en una sesión de los «juicios de Tokio».

Tras su renuncia, Tōjō pasó a una discreta segunda fila y se mantuvo apartado de la vida pública durante los últimos meses de la contienda. Su salida del Gobierno no sirvió para cambiar el curso de la contienda, que terminó con la rendición incondicional de Japón.
Al finalizar la guerra, en septiembre de 1945 las nuevas autoridades de la ocupación emitieron una lista de altos cargos y dirigentes japoneses que debían ser detenidos, entre los que también se encontraba Tōjō, al que detuvieron bajo la condición de criminal de guerra. Cuando el 8 de septiembre la policía militar estadounidense rodeó su casa oyeron el ruido de un disparo. El antiguo primer ministro había intentado suicidarse disparándose al corazón, pero erró el disparo y a pesar de haberse disparado al estómago no llegó a fallecer, ya que fue atendido de urgencia por médicos estadounidenses. Desde ese momento, los oficiales irían acompañados de personal médico de urgencia para atender a quien intentara suicidarse, tal es el caso de Shigetarō Shimada. Al momento de ser detenido, mientras se desangraba, Tōjō dijo lo siguiente según reporteros japoneses presentes durante su detención: 

Lamento mucho que me esté tomando tanto tiempo morir. La Gran Guerra del Este de Asia fue justificada y justa. Lamento mucho la nación y todas las razas de las grandes potencias asiáticas. Espero el justo juicio de la historia. Deseaba suicidarme pero a veces eso falla.[cita requerida]

Después de su convalecencia en el hospital, fue trasladado a la prisión de Sugamo. A pesar de las graves heridas, el esfuerzo de los médicos estadounidenses por salvarle permitió que estuviera presente durante los llamados juicios de Tokio, en los que un tribunal militar internacional juzgó a los principales dirigentes japoneses durante la guerra.
Algunos historiadores han criticado los esfuerzos de Douglas MacArthur y sus ayudantes para exonerar al emperador Hirohito, haciendo caer toda la responsabilidad en otros líderes políticos y militares, como Tōjō. Según el historiador Herbert Bix, MacArthur y Bonner Fellers habían preparado su propia aproximación a la ocupación y reforma del Japón. MacArthur proponía no modificar en lo más mínimo la situación de la figura del emperador; se limitó a continuar la situación existente durante el último año de la guerra, resolviendo sus implicaciones a medida que las circunstancias lo requerían. El plan de acción, llamado Operación Lista Negra de manera informal, consistía en separar a Hirohito de los militaristas, manteniéndole como elemento de legitimación de las fuerzas de ocupación aliadas y usando su imagen para potenciar la transformación del pueblo japonés hacia un nuevo sistema político.

[...] Meses antes de que iniciara sus actividades, el Tribunal de Tokio, los más altos subordinados de MacArthur trabajaban en atribuir la responsabilidad última de Pearl Harbor a Hideki Tōjō.

Citando los debates entre Harry S. Truman, Dwight D. Eisenhower y el propio MacArthur, Bix afirma que inmediatamente después de desembarcar en Japón, Bonnie Fellers se puso a trabajar en la protección de Hirohito del papel que había desempeñado durante y al final de la guerra, permitiendo a los principales sospechosos de crímenes de guerra coordinar sus versiones, a fin de proteger al emperador y evitar que pudiera ser juzgado. Con ello, Tōjō se convirtió en el principal responsable de haber provocado la entrada en guerra de Japón, quedando el emperador completamente al margen. Además, Tōjō fue considerado el autor intelectual de la invasión japonesa de Manchuria y fue señalado por su papel en el Ejército Imperial durante los años previos al estallido de la guerra mundial.
El historiador John Dower resumió así la situación:

[...] Esta exitosa campaña para absolver al emperador de cualquier responsabilidad de guerra no conoció límites. Hirohito no solo fue presentado como inocente de cualquier acto formal que pudiera hacerle ser susceptible de ser juzgado por crímenes de guerra. Fue convertido en una figura casi angelical que ni tan solo tenía alguna responsabilidad moral por la guerra. [...] Con el apoyo completo del cuartel general de MacArthur, la acusación funcionó, de hecho, como un abogado defensor del emperador.

Tōjō fue juzgado y condenado a muerte, siendo ejecutado el 23 de diciembre de 1948 en la horca, pese a haber pedido ser fusilado. Sus cenizas pudieron haber sido esparcidas en el océano Pacífico.

## Condecoraciones
- Orden del Sol Naciente
- Orden del Tesoro Sagrado
- Orden del Milano Dorado
- Gran Cruz de la “Orden de la Corona  de Italia”. Italia
- Medalla Guerra Ruso-Japonesa 1904-1905.
- Medalla de la Gran Guerra de Asia del Este.
- Medalla del Incidente con China de 1937.
- Medalla de la Victoria Aliada de 1914-1920.
- Medalla Conmemorativa de Entronización de Taisho 1915.
- Medalla Conmemorativa de Entronización de Showa 1928.
- Medalla Militar de Honor de Japón
- Medalla del 2600 Aniversario de Japón 1940.
- Medalla al Mérito de la Cruz Roja del Japón.
- Medalla Cruz Roja de Japón.
- Gran Collar de la “Orden Suprema de las Flores de la Orquídea”.
- Orden del Golden Kite” de Segunda clase.
- Medalla al Mérito de la Cruz Roja de Manchuria.
- Medalla de Miembro de la Cruz Roja de Manchuria.
- Medalla Fundación Nacional de Manchukuo  1933.
- Gran Cordón de la “Orden del Rayo del Dragón”. Manchukuo.
- Medalla Conmemorativa Fundación Nacional de Santuario Manchukuo.
- Gran Cordón, Clase Especial, de la “Orden del Elefante blanco”.
- Gran Cordón de la “Orden de los Pilares del Estado”. Manchukuo.
- Gran Cordón de la “Orden de las Nubes Propicias”. Manchukuo
- Gran Cruz de la “Orden del Águila Alemana” sin espadas. Alemania.